# Mike Dunleavy Sr.
Michael Joseph Dunleavy (ur. 21 marca 1954 w Nowym Jorku) – amerykański koszykarz i trener, w latach 2009–2010 menadżer generalny klubu Los Angeles Clippers, obecnie trener drużyny akademickiej Tulane Green Wave.
W 1999 został wybrany trenerem roku w NBA. W 1991 zdobył z drużyną Los Angeles Lakers wicemistrzostwo NBA. Ojciec koszykarza grającego w Chicago Bulls Mike’a Dunleavy’ego juniora. W marcu 2016 został ogłoszony trenerem drużyny koszykarskiej Tulane University – Green Wave.
Prowadząc Lakersów, zaprowadzał slow-time, ustawiając Earvina Johnsona w centrum, plecami do kosza.

## Osiągnięcia
Na podstawie, o ile nie zaznaczono inaczej.
NCAA
- Uczestnik:
  - rozgrywek Sweet 16 turnieju NCAA (1973)
  - turnieju NCAA (1973, 1974)

NBA
- Wicemistrz NBA (1977, 1981)
- Lider:
  - sezonu regularnego NBA w skuteczności rzutów za 3 punkty (1983)
  - play-off w:
    - liczbie celnych rzutów za 3 punkty (1984)[5]
    - skuteczności rzutów za 3 punkty (1981)[6]
- Zawodnik tygodnia NBA (7.12.1980)

Trenerskie
- Trener roku NBA (1999)[7]